# Dicksonia antarctica
Диксонія антарктична (Dicksonia antarctica) — вид деревоподібних папоротей роду диксонія (Dicksonia).

## Назва
Назва роду походить від імені ботаніка Джеймса Діксона. Antarctica — свідчить, що рослина росте у південній півкулі. Розповсюджені назви: витривала деревоподібна папороть, австралійська деревоподібна папороть, м'яка деревоподібна папороть, тасманська деревоподібна папороть.

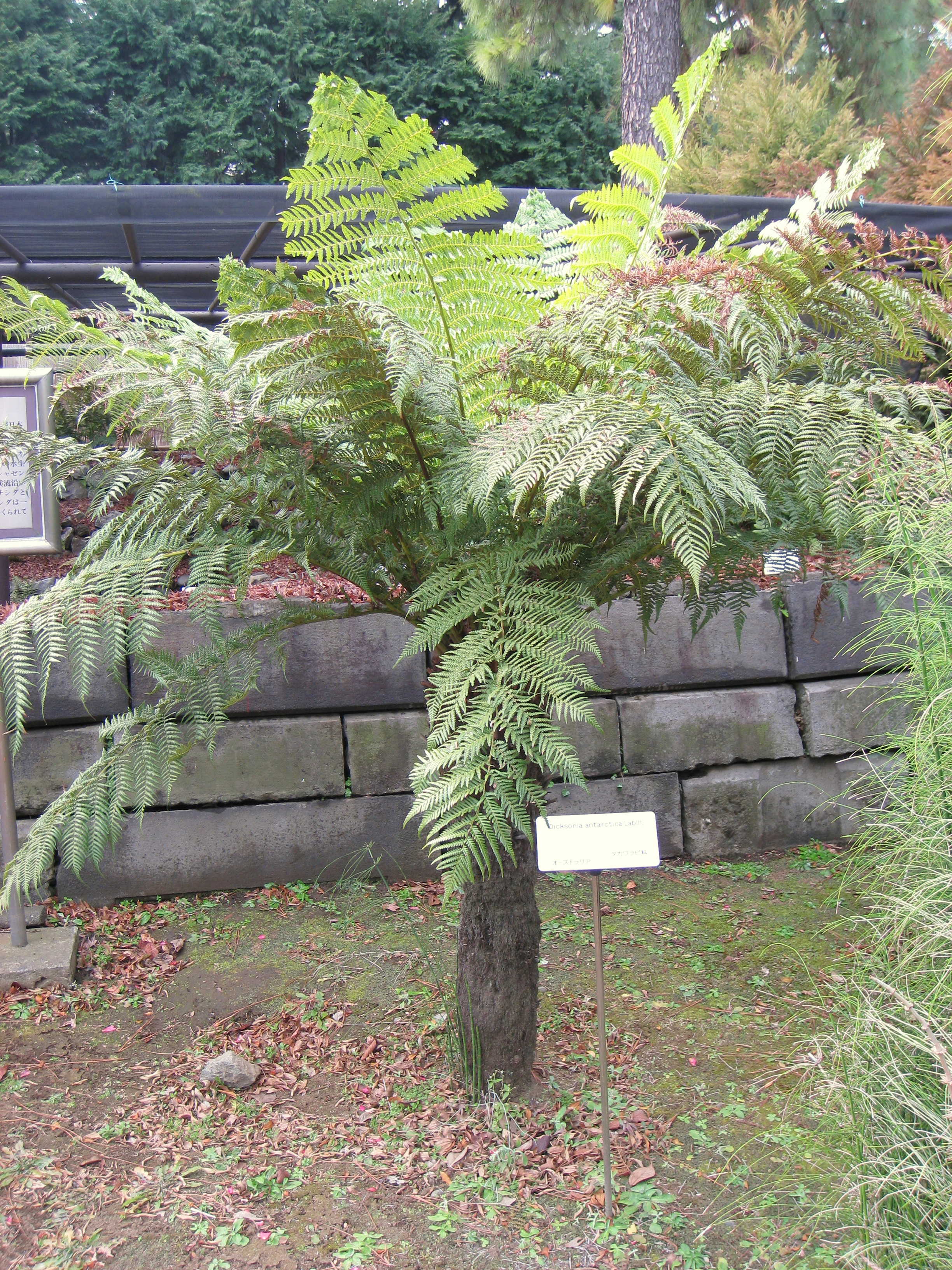
Доросла рослина у ботанічному саду Коїшікава, Японія

## Будова
Ці папороті можуть виростати до 15 м у висоту, але, як правило, виростають приблизно до 4,5–5 м і складаються з прямостоячого кореневища, що утворює стовбур.
У декоративних видів стовбур з коріння, задерев'янілих капілярів та залишків основ листків досягає 75 см висоти. Великі темно-зелені листки досягають 2,5 м. Росте дуже повільно. Розмножується спорами.

## Поширення та середовище існування
Dicksonia antarctica — ендемік Австралії. Росте від південно-східного Квінсленда до Тасманії. У диких умовах росте у місцях з підвищеною вологістю — вздовж каналів, у ярах, та в горах на рівні хмар.
Свою назву витривала деревоподібна папороть отримала через здатність переносити морози до −13 °C. Через цю особливість рослину вирощують у зимових садах по усій Європі. Дорослі рослини (більше метра) можуть зимувати у Британії взагалі без будь-якого укриття.

## Практичне використання
Красива декоративна рослина, популярна в зимових садах у Великій Британії.